# Hans Frick (Landrat)
Hans Frick (* 31. Mai 1911 in Pirmasens; † 3. Mai 1945) war ein deutscher Verwaltungsjurist und von 1943 bis 1945 Landrat in Miesbach.

## Leben
Er war der Sohn von Wilhelm Frick und dessen Ehefrau Elisabetha Emilie geborene Nagel.
Frick promovierte an der Universität Erlangen 1934 zum Dr. jur. Das Thema seiner juristischen Dissertation lautete Der Besserungsgedanke im Wandel der Zeit.
Zum 1. April 1930 war er in die NSDAP (Mitgliedsnummer 218.233) und 1937 in den Verwaltungsdienst Bayerns eingetreten, nachdem er am 12. Februar 1937 die juristische große Staatsprüfung abgelegt hatte. 1939 wurde er nach Prag zum Reichsprotektor in Böhmen und Mähren versetzt. Im November 1941 wurde Frick zum Gebietskommissar in Kriwoj Rog ernannt. In dieser Funktion veranlasste er u. a. die Errichtung eines jüdischen Gettos in Stepanovka. Ende 1942 gab er das Amt des Gebietskommissars in andere Hände. Er wurde am 28. Dezember 1942 kommissarisch als Landrat eingesetzt und am 1. April 1943 amtlich zum Landrat des Landkreises Miesbach ernannt. Als solcher verübte er gemeinsam mit seiner Familie kurz vor Kriegsende 1945 Suizid.